# Pete Cunningham
William Pete Cunningham (1928 ou 1929 - 21 de dezembro de 2010) foi um político norte-americano filiado ao Partido Democrata.